# راسل گلیسون
راسل گلیسون (انگلیسی: Russell Gleason؛ ‏ ۶ فوریهٔ ۱۹۰۸ – ۲۵ دسامبر ۱۹۴۵) بازیگر اهل ایالات متحده آمریکا بود. وی بین سال‌های ۱۹۲۹ تا ۱۹۴۴ میلادی فعالیت می‌کرد.
از فیلم‌ها یا برنامه‌های تلویزیونی که وی در آن نقش داشته‌است می‌توان به مخمصه، راه گریزی ندارم و در جبهه غرب خبری نیست اشاره کرد.